# Mbaye Badji
El-Hadji Mbaye Badji (ur. 25 lutego 1976) – piłkarz senegalski grający na pozycji pomocnika. W swojej karierze rozegrał 12 meczów w reprezentacji Senegalu.

## Kariera klubowa
W swojej karierze piłkarskiej Badji grał między innymi w marokańskim AS Salé, Al-Wahda FC ze Zjednoczonych Emiratów Arabskich i tureckim Sakaryasporze.

## Kariera reprezentacyjna
W reprezentacji Senegalu Badji zadebiutował w 1998 roku. W 2000 roku został powołany do kadry na Puchar Narodów Afryki 2000, na którym rozegrał 3 mecze: z Burkina Faso (3:1), z Zambią (2:2) i ćwierćfinałowy z Nigerią. W kadrze narodowej od 1998 do 2001 roku rozegrał 12 meczów.